# Capax Dei
Capax Dei (łac. „zdolny do zrozumienia Boga”, „pojemny na Boga”, „przystosowany do Boga”) – koncepcja teologiczna obecna zwłaszcza w katolicyzmie oraz w niektórych współczesnych nurtach filozofii religii, zgodnie z którą człowiek posiada naturalne predyspozycje do „poznania” oraz „otwarcia się na Boga” (wejścia w osobistą relację z absolutem).

## W teologii katolickiej
W formułowaniu myśli na temat capax Dei ważne są dwie inne katolickie idee:
- semina Verbi, czyli immanentne działanie transcendentnego Boga w różnych kulturach, w głosie sumienia oraz w prawie naturalnym, które przygotowuje człowieka na świadome przyjęcie objawienia[5];
- potentia oboedientialis, czyli obecna w umyśle ludzkim gotowość do wewnętrznego usłyszenia Boga[5].

Zgodnie z nauką katolicką Bóg jest Logosem (zob. J 1,1), a więc Stwórcą racjonalnie, sensownie i celowo uporządkowanej rzeczywistości. Oznacza to, że człowiek „stworzony na Jego obraz i podobieństwo” (zob. Rdz 1,27) może mocą rozumu rozpoznać Jego istnienie, a następnie otworzyć się na osobistą z Nim relację. Koncepcja ta opiera się ona na tekstach biblijnych (m.in. Rdz 1,27; Mdr 13,1-9; Dz 17,22-29; Rz 1,20), na integralnie ujętej antropologii katolickiej, jak również na przekonaniu o trafności intuicji na temat natury Boga w dziełach antycznych filozofów.
Katechizm Kościoła Katolickiego (par. 27-28) ujmuje to w następujący sposób:

Pragnienie Boga jest wpisane w serce człowieka, ponieważ został on stworzony przez Boga i dla Boga (...). W ciągu historii, aż do naszych czasów, ludzie w rozmaity sposób wyrażali swoje poszukiwanie Boga przez wierzenia i akty religijne (modlitwy, ofiary, kulty, medytacje itd.). Mimo niejednoznaczności, jaką one mogą w sobie zawierać, te formy wyrazu są tak powszechne, że człowiek może być nazwany istotą religijną.

Twierdzenia te opierają się na konstytucji Soboru watykańskiego II, Gaudium et spes (par. 19):

Szczególny charakter godności ludzkiej polega na powołaniu człowieka do łączności z Bogiem. Człowiek jest zaproszony do rozmowy z Bogiem już od chwili narodzin: istnieje on bowiem tylko dlatego, że stworzony przez Boga z miłości jest zawsze z miłości zachowywany, i nie żyje w pełnej zgodności z prawdą, jeżeli w sposób wolny nie uzna tej miłości i nie odda się Stworzycielowi.